# Маунт-Гуд (Орегон)
Маунт-Гуд (англ. Mount Hood) — переписна місцевість (CDP) в США, в окрузі Гуд-Рівер штату Орегон. Населення — 310 осіб (2020).

## Географія
Маунт-Гуд розташований за координатами 45°32′2″ пн. ш. 121°33′58″ зх. д. / 45.53389° пн. ш. 121.56611° зх. д. (45.533898, -121.566214).  За даними Бюро перепису населення США в 2010 році переписна місцевість мала площу 4,97 км², уся площа — суходіл.

## Демографія
Згідно з переписом 2010 року, у переписній місцевості мешкало 286 осіб у 104 домогосподарствах у складі 83 родин. Густота населення становила 58 осіб/км².  Було 121 помешкання (24/км²).
Расовий склад населення:
| - 74,5 % — білих - 1,4 % — вихідців з тихоокеанських островів - 0,7 % — корінних американців - 22,7 % — осіб інших рас |

До двох чи більше рас належало 0,7 %. Частка іспаномовних становила 30,4 % від усіх жителів.
За віковим діапазоном населення розподілялося таким чином: 26,9 % — особи молодші 18 років, 59,5 % — особи у віці 18—64 років, 13,6 % — особи у віці 65 років та старші. Медіана віку мешканця становила 39,0 року. На 100 осіб жіночої статі у переписній місцевості припадало 94,6 чоловіків;  на 100 жінок у віці від 18 років та старших — 99,0 чоловіків також старших 18 років.
Середній дохід на одне домашнє господарство  становив 75 312 долари США (медіана — 63 542), а середній дохід на одну сім'ю — 75 312 долари (медіана — 63 542). 
Цивільне працевлаштоване населення становило 77 осіб. Основні галузі зайнятості: роздрібна торгівля — 23,4 %, сільське господарство, лісництво, риболовля — 20,8 %, виробництво — 15,6 %, освіта, охорона здоров'я та соціальна допомога — 14,3 %.